# Correa pulchella
Correa pulchella (Salmon Correa) es un arbusto de pequeño tamaño que es endémico del sur de Australia.
Se desarrolla hasta alcanzar entre 0,3 y 1 metro de altura y 1 a 2 m en anchura. Las hojas son amplias oblongolineares a ovales. Las flores son tubulares, colgantes, aparecen entre abril y septiembre en el medio natural de la especie. Estas son de color rosado, anaranjadas, o raramente blancas y tienen anteras amarillas.

## Taxonomía
La especie era formalmente descrita por vez primera en 1827 en Flora Australasica con referencias a las plantas cultivadas en los viveros de J. Mackay en Clapton en Inglaterra que habían sido cultivadas de la semillas recogidas en Kangaroo Island por William Baxter.

## Cultivo
Correa pulchella está considerada como una de las especies más atractivas del género Correa.
Prefiere veranos secos con una humedad baja y suelos alcalinos con buen drenaje. La propagación por semillas presenta dificutades, sin embargo los esquejes de tallos semi-maduros enraízan rápidamente.
Entre sus cultivares se encuentran:
- 'Little Cate', una selección de planta de semillero de origen de jardín con grandes flores rosadas brillantes. Es probablemente un híbrido entre dos formas diversas.[4]
- 'Pink Mist', una forma de floración rosada pálida procedente de poblaciones silvestres del sur de la Yorke Peninsula.[5]